# Picnic (banda)
Picnic (ruso: Пикник), también conocida como Piknik, es una banda de rock rusa que fusiona el  rock alternativo, rock progresivo y rock ruso original. La banda se formó en 1978 en Leningrado por Sergey Omelnichenko, Evgeny Voloschuk, Aleksey Dobychin y Edmund Shklyarskiy. Algunas de sus primeras canciones fueron escritas en polaco. El nombre de la agrupación es un homenaje a la novela "Roadside Picnic", escrita en 1971 por Arkady y Boris Strugatsky.

## Trayectoria
A lo largo de su trayectoria, Picnic ha evolucionado hacia sonidos que incorporan influencias de música tradicional sinfónica y exótica. La página especializada en rock de Europa Oriental, "Unearthing the music", les ha considerado la primera banda rusa de rock gótico, debido a la temática de sus letras y a sus actuaciones escénicas.
Por la banda han pasado numerosos músicos, siendo Edmund Shklyarskiy (voz, guitarrista, tecladista), el único integrante que permanece desde la formación del grupo. Junto a él la formación la completan Leonid Kirnos (baterista), Marat Korchemny (bajista) y Stanislav Shklyarskiy, tecladista que se unió en 2007 tras la muerte de Sergey Voronin.

## Incidentes políticos
En 2016, a la banda se le prohibió actuar en Ucrania debido a su actuación en Crimea después de la anexión de este territorio por parte de la Federación Rusa.
Estaba previsto que un concierto de Picnic se celebrara en Moscú el 22 de marzo de 2024 pero un ataque terrorista que el Estado Islámico se adjudicó posteriormente obligó a su suspensión, tras el asesinato de más de un centenar de personas y casi doscientos heridos.